# Nazca-linjerne
Nazca-linjerne er en samling geoglyffer, der er skabt i jorden i Nazca-ørkenen i det sydlige Peru mellem byerne Nazca og Palpa. De blev skabt mellem år 500 f.v.t. og 500 e.v.t. ved at folk skabte fordybninger i ørkenjorden ved at fjerne småsten og derved lade jorden nedenunder være blottet. Der er to store faser af Nazca-linjer, Paracas-fasen, fra 400 til 200 f.v.t., og Nazca-fasen, fra 200 f.v.t. til 500 e.v.t. I årene op til 2020 er der blevet fundet mellem 80 og 100 nye figurer ved hjælp af droner, og arkæologer mener, at der kan være endnu flere.
Formålet med linjerne er endnu ikke fuldstændigt opklaret.

## Teorier
En af forklaringerne på linjerne er, at de afbilder navnene på og angiver vandføringen af kilderne i ørkenen.
Mange af figurerne er kun genkendelige fra luften, hvilket har affødt forskellige teorier.
Erich von Däniken foreslog i sin bestseller bog Chariots of the Gods? (1968), at linjerne kunne være landingsbaner for ufoer.